# Гонн, Мод
Мод Гонн Макбра́йд (англ. Maud Gonne MacBride, ирл. Maud Nic Ghoinn Bean Mac Giolla Bhríghde, 1866—1953) — англо-ирландская революционерка, феминистка и актриса, муза поэта Уильяма Батлера Йейтса.

## Молодость и начало политической деятельности
Мод родилась в Тангеме вблизи Фарнхема, графство Суррей, в семье Томаса Гонна, капитана 17-го уланского полка. Её мать умерла, когда Мод была ещё маленькой, и отец отправил её во Францию в школу-интернат для девочек.
В 1882 году Томас Гонн получил назначение в Дублин и забрал Мод с собой к новому месту службы. После смерти отца в 1886 году Мод жила периодически то в Ирландии, то возвращаясь во Францию. Во Франции у неё был роман с журналистом правых взглядов Люсьеном Милльвуа, который был старше Мод на 16 лет. Мод и Люсьен договорились, что будут в дальнейшем вести борьбу за независимость Ирландии от Великобритании и возвращение Франции Эльзаса и Лотарингии, утраченных в результате франко-прусской войны. У Мод от Милльвуа родилось двое детей — Жорж-Сильвер (1890—1891), умерший в младенчестве от менингита, и Изольда (1894—1954). Мод под влиянием Милльвуа развернула во Франции пропагандистскую кампанию за независимость Ирландии и редактировала газету «Свободная Ирландия» (фр. L'Irlande Libre), выходившую в ознаменование столетия Ирландского восстания 1798 года. Кроме того, в 1890-х годах Мод регулярно путешествовала по Англии, Уэльсу, Шотландии и США и вела там деятельность в поддержку независимости Ирландии. В 1900 году Мод прекратила отношения с Милльвуа и окончательно переехала в Ирландию вместе с дочерью.

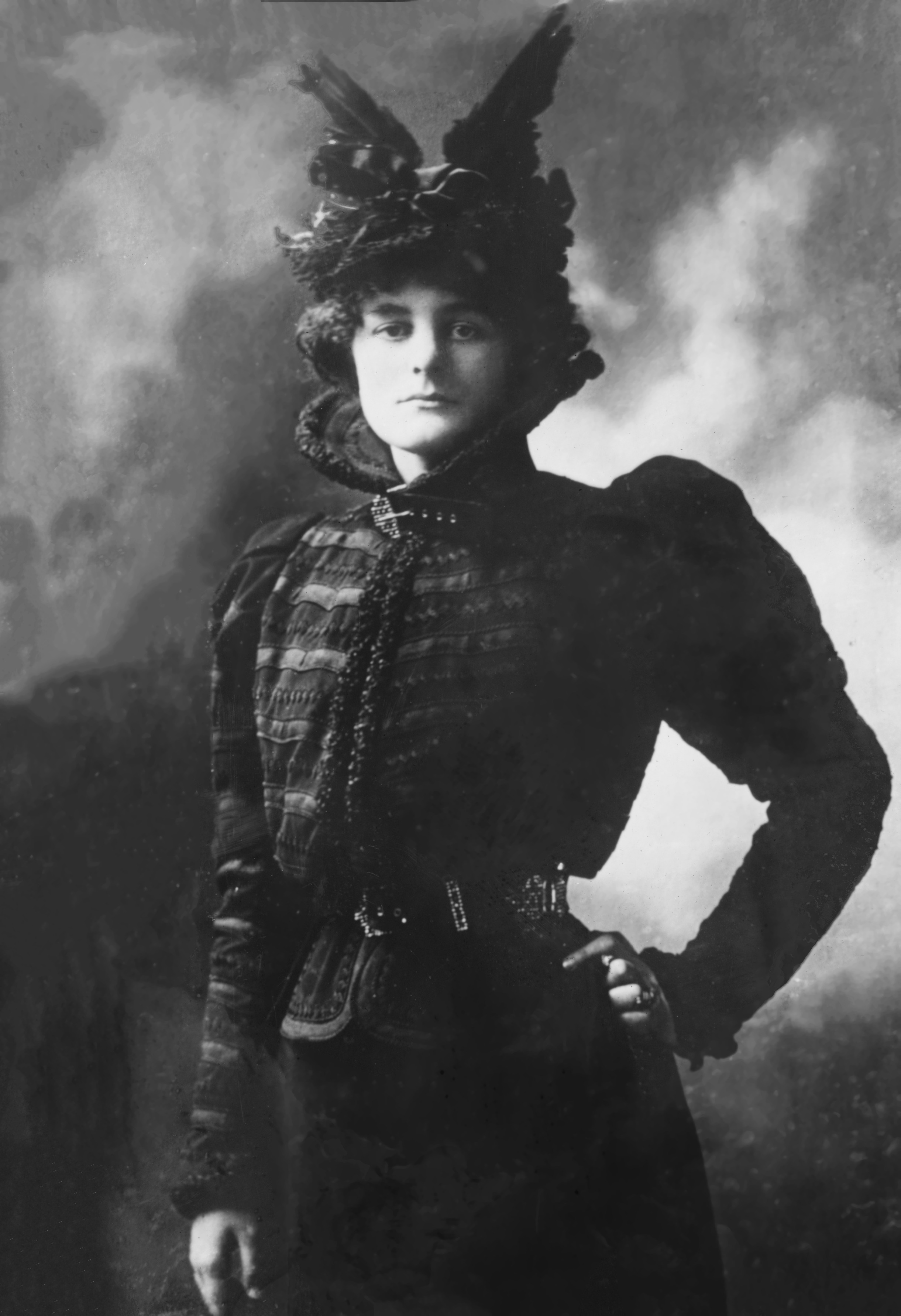
Мод Гонн. Фото из Библиотеки Конгресса.

В 1889 году в Ирландии Мод Гонн познакомилась с поэтом Уильямом Батлером Йейтсом, который влюбился в неё и сохранял это чувство на протяжении многих лет. В 1891 году Йейтс ввёл Мод в оккультную организацию Герметический Орден Золотая Заря, в которой состоял сам с 1890 года. Впрочем, на заседаниях Ордена Мод появлялась не слишком часто и вскоре приняла решение выйти из Ордена, поскольку сочла, что Орден имеет отношение к масонству, а масонство, по её мнению, являлось чисто британской организацией, которую политики всегда использовали для укрепления Британской империи.
В 1897 году Мод приняла католичество. В том же году вместе с Йейтсом, Джеймсом Коннолли и Артуром Гриффитом она организовала акции протеста против бриллиантового юбилея царствования королевы Виктории. В 1900 году Мод основала организацию «Дочери Ирландии» (ирл. Inghinidhe na hÉireann), объединявшую ирландских женщин-националисток, которых (как и её саму) игнорировали ирландские националистические организации, где доминировали мужчины. Вместе с другими добровольцами, Мод Гонн боролась за сохранение ирландской культуры в период британского господства в Ирландии. Впоследствии Гонн написала в автобиографии: «Я всегда ненавидела войну, будучи по своей природе и философии пацифистской, но когда англичане навязывают нам войну, то первый принцип войны — это убить врага.».
В апреле 1902 года Мод Гонн сыграла главную роль в пьесе Йейтса «Кэтлин, дочь Холиэна», посвящённой Ирландскому восстанию 1798 года.

## Брак

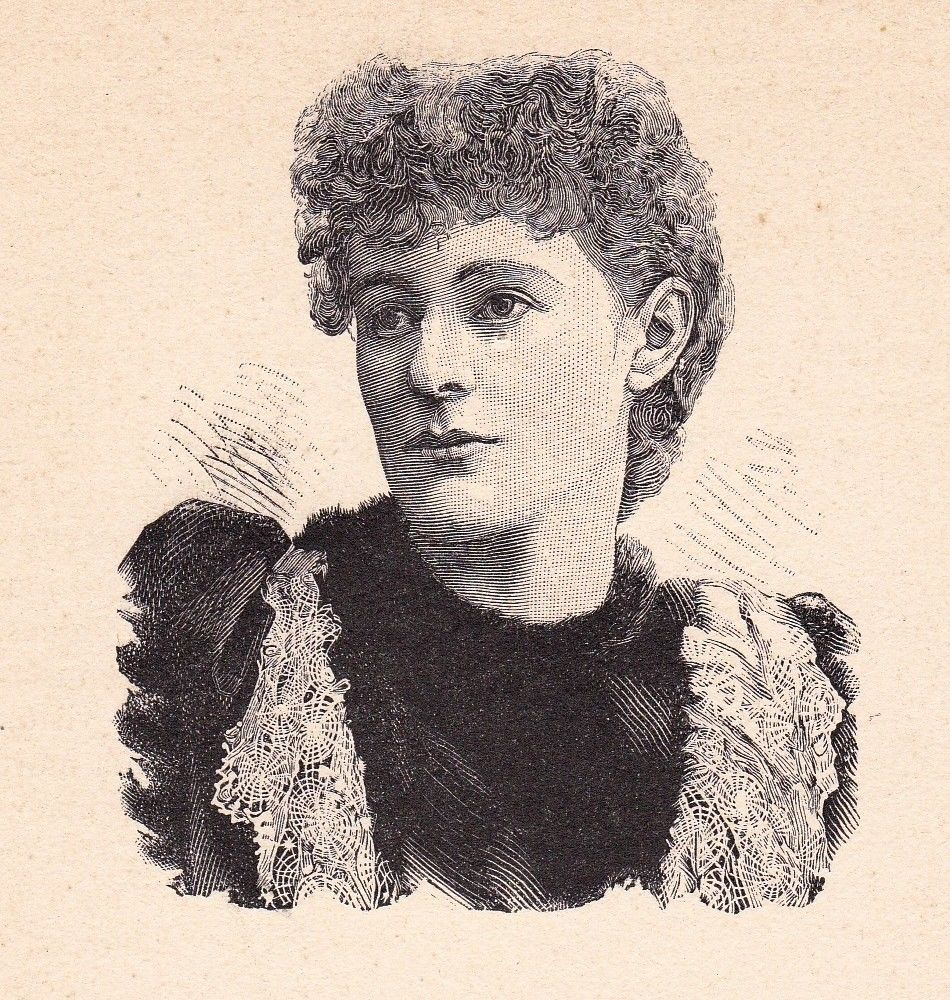
Портрет работы А.Брауэра, ок.1896

Гонн трижды отклоняла предложения руки и сердца от Йейтса, которые он делал ей в период с 1891 по 1901 годы, поскольку считала его националистические взгляды недостаточно радикальными, и, кроме того, пыталась привить Йейтсу сексуальное воздержание, благодаря которому, по её мнению, Йейтс как творческий человек должен был получить значительную энергию для своего творчества. Когда Йейтс сказал ей, что не был счастлив без неё, Мод ответила: «Вы делаете прекрасные стихи из того, что вы называете несчастьем, и счастливы в этом. Брак был бы таким скучным занятием. Поэты никогда не должны вступать в брак. Мир должен благодарить меня за то, что я не вышла за вас.»
В 1903 году в Париже Мод познакомилась с майором Джоном Макбрайдом и в том же году вышла за него замуж. На следующий год у супружеской четы родился сын Шон, но брак оказался неудачным, уже с января 1905 года Гонн и Макбрайд стали жить раздельно. Как отметил Йейтс в письме к своей близкой подруге леди Грегори, он слышал, что Макбрайд приставал к своей 10-летней падчерице Изольде. Гонн и Макбрайд длительное время вели переговоры об условиях неофициального развода, но не могли прийти к согласию по вопросу о воспитании Шона: Гонн требовала права самостоятельно воспитывать сына, Макбрайд был категорически против. После этого начался официальный бракоразводный процесс, который проходил в Париже; в разводе супругам было отказано, но Макбрайд получил право посещать сына два раза в неделю в доме своей жены. Макбрайд некоторое время навещал сына, после чего уехал в Ирландию и больше никогда его не видел. В Ирландии Джон Макбрайд принял участие в Пасхальном восстании 1916 года и был казнён вместе с другими его руководителями. Гонн с детьми все это время жила в Париже, и вернулась на постоянное жительство в Ирландии в 1917 году.
После казни Джона Макбрайда Йейтс сделал Гонн четвёртое предложение выйти за него замуж, но снова получил отказ.
В 1918 году Гонн была арестована британскими властями в Дублине и 6 месяцев провела в заключении. Во время Войны за независимость Ирландии она работала в Ирландском Белом Кресте — организации, оказывавшей помощь пострадавшим от войны. В 1921 году она осудила Англо-ирландский договор, заняв позицию сторонников полной независимости Ирландии. С 1922 года Гонн постоянно жила в Дублине.

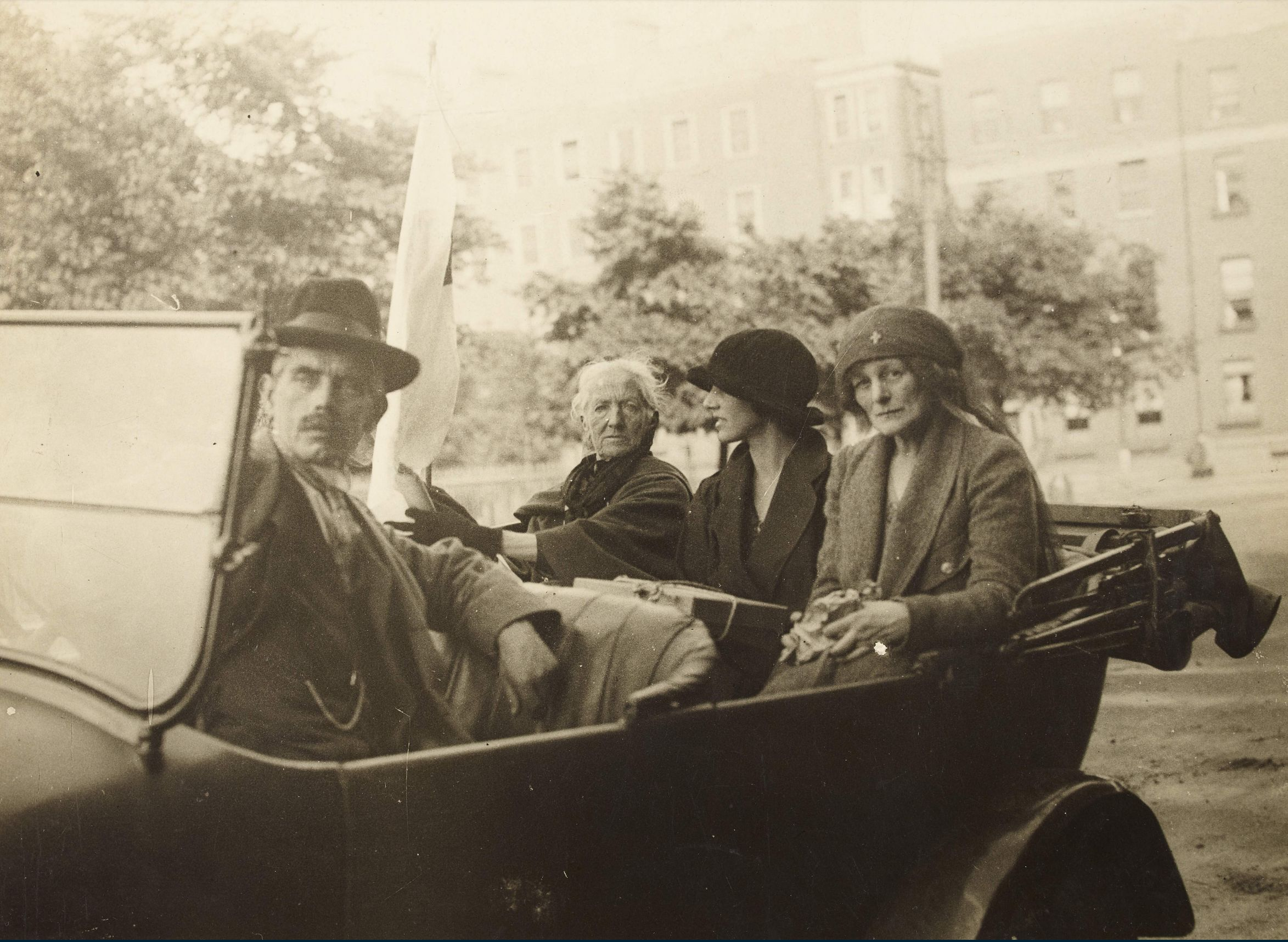
Мод Гонн (крайняя справа). Дублин, июль 1922.

## Муза Йейтса
Мод Гонн была главным женским образом в стихотворениях Йейтса. Многие его стихи прямо или косвенно упоминают Мод или написаны поэтом под влиянием чувств, испытываемых к Мод. Пьесы «Графиня Кэтлин» и «Кэтлин, дочь Холиэна» были написаны специально для Гонн.
Немногие поэты воспевали красоту женщины в той мере, в какой это делал Йейтс в своих стихах, посвящённых Гонн. В своём сборнике «Последние стихи» (англ. Last Poems) он выводил Гонн в образах Розы из «Романа о Розе», Елены Прекрасной («Нет второй Трои»), Леды, Кэтлин («Кэтлин, дочь Холиэна»), Афины Паллады и Дейрдре.

Почему я должен винить её, что она заполнила мои дни

Горем, или в последнее время

Научила невежественных людей самым жестоким путям

Или бросила маленькие улицы перед великой.

— ( У.Б.Йейтс, «Нет второй Трои», 1916 г.)

## Последние годы
В 1938 году Мод Гонн опубликовала автобиографию под названием «Слуга королевы» (англ. A Servant of the Queen), которое является, с одной стороны, намёком на героиню пьесы Йейтса «Кэтлин, дочь Холиэна» Кэтлин — своего рода мифический символ независимой Ирландии, а с другой — язвительным выпадом в адрес британской монархии.
Сын Мод Гонн, Шон Макбрайд, стал известным политиком, занимал пост министра иностранных дел Ирландии в 1948—1951 годах, и впоследствии был удостоен Нобелевской премии мира (1974) и международной Ленинской премии «За укрепление мира между народами» (1976).
Мод Гонн скончалась в Дублине возрасте 86 лет и похоронена на кладбище Гласневин.